# 車輛安全完整性等級
車輛安全完整性等級（Automotive Safety Integrity Level）簡稱ASIL，是由ISO 26262《道路車輛功能安全》定義的風險分類架構。是IEC 61508所定義的安全完整性等級（SIL）在車輛產業的應用。此分類有助於定義在符合ISO 26262標準時，需要的安全要求。ASIL是針對各危害，考慮在車輛運作時的嚴重性、暴露程度以及可控制性，進行風險分析後而建立。對於這項危害的安全性目的也就會變成ASIL的要求。
ISO 26262中有定義四種不同的ASIL：ASIL A、ASIL B、ASIL C及ASIL D。其中ASIL D是產品最高的安全完整性，而ASIL A是最低的安全完整性。若是識別為QM的風險，不需要有對應的安全需求。